# Miyataka Shimizu
Miyataka Shimizu nascido a 23 de novembro de 1981 é um ciclista japonês profissional desde 2004 até 2014.

## Biografia
Ganhou a Paris-Corrèze em 2008 e passou a ser o primeiro japonês em ganhar uma carreira por etapas na França. A 23 de outubro de 2014 anunciou a sua retirada do ciclismo depois de dez temporadas como profissional e com 33 anos de idade.

## Palmarés
| 2007 - Volta a Leão, mais 1 etapa 2008 - Tour de Kumano - Paris-Corrèze, mais 1 etapa 2010 - 1 etapa do Tour de Taiwán - Tour de Martinica, mais 1 etapa - Tour de Hokkaido, mais 1 etapa | 2011 - 3º no Campeonato do Japão em Estrada 2012 - 3º no Campeonato do Japão em Estrada 2013 - 2º no Campeonato do Japão em Estrada |